# Araneus axacus
Araneus axacus är en spindelart som beskrevs av Levi 1991. Araneus axacus ingår i släktet Araneus och familjen hjulspindlar. Inga underarter finns listade i Catalogue of Life.